# Anton Ottmann
Anton Ottmann (* 20. Juli 1945 in Heidelberg) ist ein deutscher Schriftsteller und Journalist.

## Leben
Anton Ottmann studierte Grund- und Hauptschullehrer, Realschullehrer und Erziehungswissenschaft mit Psychologie und Mathematik. Er promovierte zum Dr. phil. an der Universität Heidelberg.
1969 erschien sein erster wissenschaftlicher Artikel zur Mathematikdidaktik. In den 1970er und 1980er Jahren war er Autor mehrerer Untersuchungen über Probleme des Mathematikunterrichts von ausländischen Schülern.
Seit den 1980er Jahren veröffentlicht er Arbeitsmaterial für den Mathematikunterricht von deutschen und ausländischen Schülern der ersten bis zehnten Klasse, auch für Sonderschüler.
Im Belletristikbereich erschien seine erste Veröffentlichung 1996 mit „Weihnachten heute“. Es folgten weitere Weihnachtsgeschichten in „Weihnachten ist jedes Jahr“ und Kurzgeschichten in „Die Pariserin“ und „Geschichten aus Baden und dem Elsass“. Er erhielt mehrere Mundartpreise und ist Mitglied im Verband Deutscher Schriftsteller.
Ottmann lebt in Dielheim, Rhein-Neckar-Kreis.

## Publikationen

### Belletristik
- Die Pariserin und 15 andere Geschichten über die Liebe, Info Verlag, Karlsruhe 2004, ISBN 3-88190-360-7
- Weihnachten ist jedes Jahr, Info Verlag Karlsruhe 2007, ISBN 978-3-88190-460-5
- Geschichten aus Baden und dem Elsass, Info Verlag Karlsruhe 2009, ISBN 978-3-88190-554-1
- Trauerjahr, Info Verlag Karlsruhe 2013, ISBN 978-3-88190-718-7
- Kurpfälzer Gebabbel, Info Verlag Karlsruhe 2014, ISBN 978-3-88190-796-5
- Begegnungen in der Weihnachtszeit, Info Verlag Karlsruhe 2018, ISBN 978-3-96308-013-5

### Mathematikdidaktik
- Entwicklung und Evaluation eines Mathematikcurriculums für Ausländerkinder, Peter Lang Verlag, Frankfurt 1979
- Wir fördern mathematisches Denken bei Kindern mit Sprachschwierigkeiten, Verlag Sigrid Persen, Hamburg 1980

### Mathematikunterricht
- Mathematikunterricht mit Ausländischen Schülern – Schwierigkeiten und Lösungsmöglichkeiten, Hilfen für den Unterricht mit ausländischen Kindern in Regelklassen, Heft 7, ILF, Mainz 1984.
- Schriftliche Multiplikation und Division – Hilfen für den Mathematikunterricht mit deutschen und ausländischen Schülern in der Orientierungsstufe, Hilfen für den Unterricht mit ausländischen Kindern in Regelklassen, Heft 8, ILF, Mainz 1984
- Zuordnungen, Beispiele und Anregungen für den gemeinsamen Unterricht mit deutschen und ausländischen Hauptschülern, Hilfen für den Unterricht mit ausländischen Kindern in deutschen Regelklassen, Heft 10, ILF, Mainz 1984
- Mathematik für Ausländerkinder, Mappe 1 – 10, Auer Verlag, Donauwörth 79/80/82
- Mathematik für Sonderschulen, Arbeitsblätter zur differenzierten Förderung, Mappe 0 – 4, Auer Verlag, Donauwörth 81/82
- Mathematik für Ausländer- und Aussiedlerkinder, Kopiervorlagen, Auer Verlag, Donauwörth 1980
- Grundrechenarten und Zahlbegriff, Kopiervorlagen, Klasse 1 – 4, Persen Verlag, Hamburg
- Geometrie für die Primarstufe, Kopiervorlagen, Persen Verlag, Hamburg
- Geometrie, Klassen 5 – 9, Kopiervorlagen, Persen Verlag, Hamburg
- Rechnen, Klassen 5 – 9, Kopiervorlagen, Persen Verlag, Hamburg
- Gleichungen 7/8 und 9/10, Kopiervorlagen, Persen Verlag, Hamburg
- Sachrechnen, Klassen 7 – 9, Kopiervorlagen, Persen Verlag, Hamburg